# Prison de Mikluš
La prison de Mikluš (slovaque : Miklušova väznica) est un bâtiment de Košice. Elle est formée de deux maisons mitoyennes reliées de la première moitié du XVe siècle qui furent au début du XVIIe siècle adaptées en prison communale. Elle eut cette fonction jusqu'en 1909. Par la suite, elle fut donnée au musée de la Haute Hongrie, aujourd'hui musée de la Slovaquie de l'Est, pour y abriter une exposition permanente sur l'histoire de la ville. Celle-ci ne fut installée que pendant la Seconde Guerre mondiale, et après la rénovation du bâtiment, pendant les années 1940 - 1942.